# Печенье-сэндвич
Печенье-сэндвич — разновидность печенья, состоящего из двух печений с начинкой между ними. 

## Описание
Для приготовления печенья-сэндвича обычно используются твёрдые тонкие печенья, известные за пределами Северной Америки как бисквиты (biscuits), хотя в некоторых видах печенья-сэндвича используются более мягкие или толстые печенья. Используется множество видов начинок, таких как сливки, ганаш, масляный крем, шоколад, сливочный сыр, джем, арахисовое масло, лимонный курд или мороженое.
Хотя печенья-сэндвичи можно приготовить и в домашних условиях, обычно их производят массово и продают в коммерческих целях. Только в Европе рынок печенья-сэндвича составляет более 1,6 миллиарда евро в год, при этом Германия является постоянным крупным потребителем. Круглые печенья-сэндвичи, в отличие от квадратных, наиболее популярны в Европе, в то время как квадратные печенья-сэндвичи наиболее популярны в Южной Европе, нежели в остальной части континента.

## Галерея

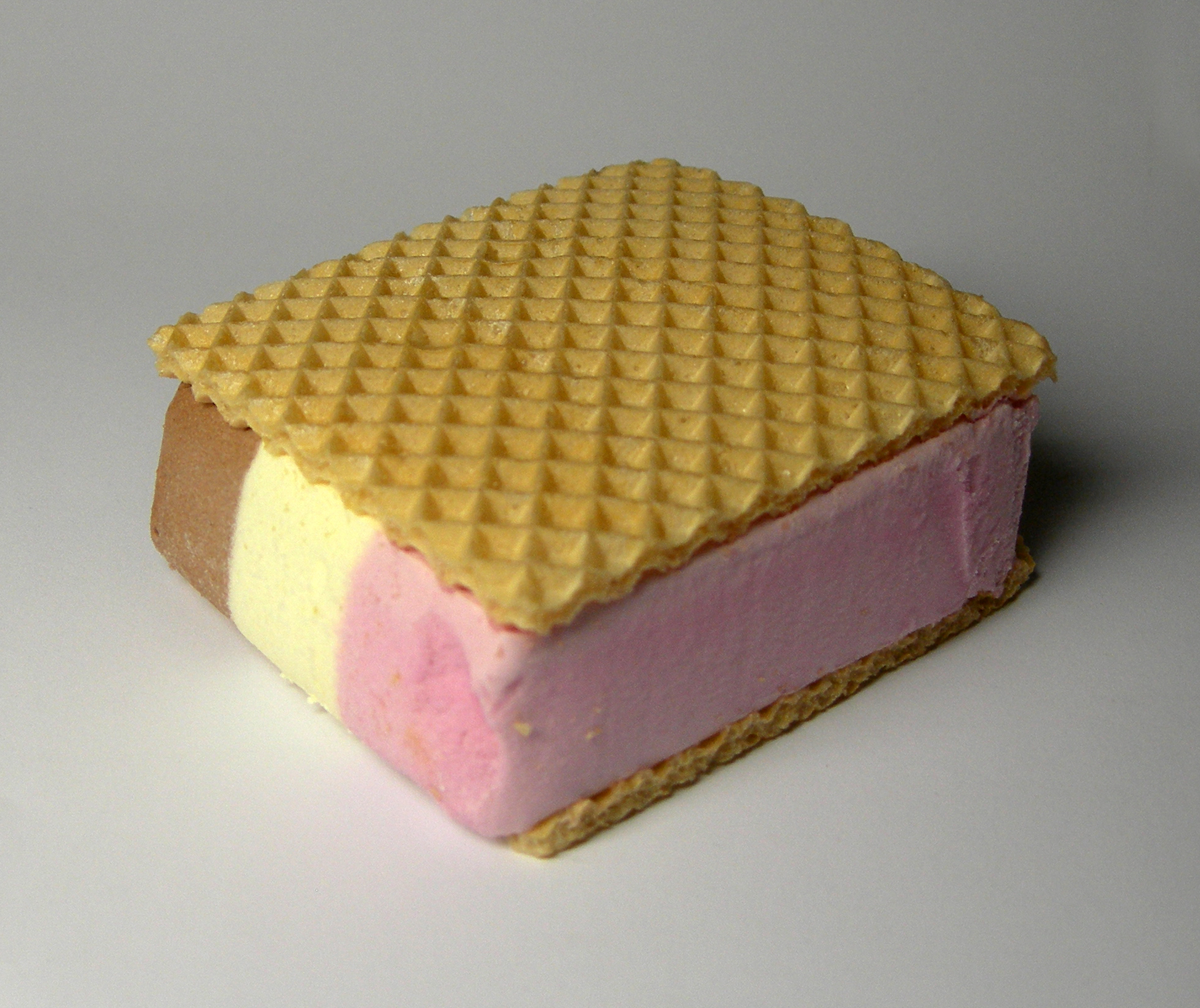
Pückler-Schnitte — немецкое песочное печенье-сэндвич с начинкой из «неаполитанского» мороженого
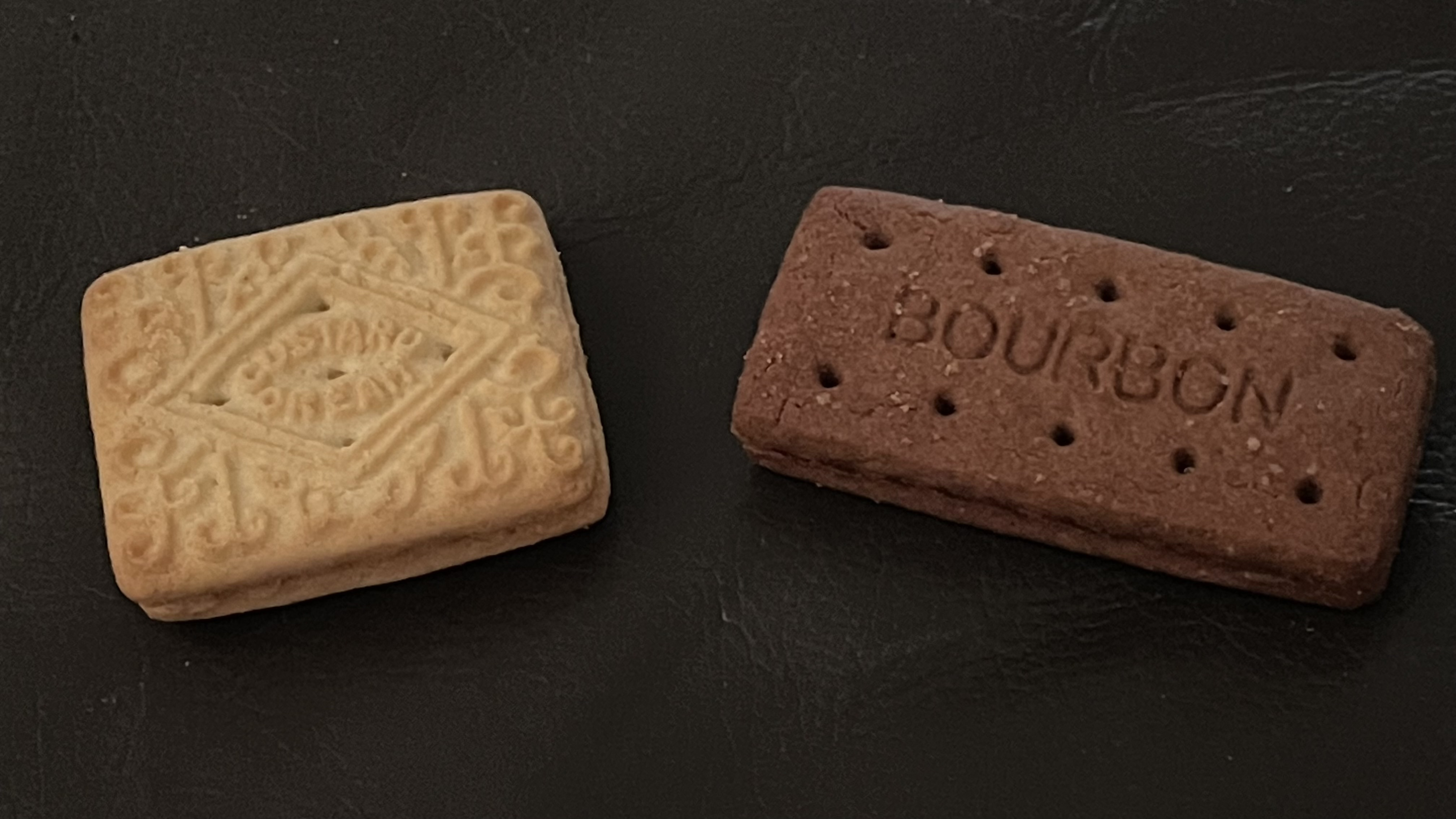
Печенья Bourbon и Custard Cream очень популярны на Британских островах